# Jag saknar dig ibland
Jag saknar dig ibland är en balladlåt som framfördes av Ainbusk i Melodifestivalen 2008. Bidraget komponerades av Bobby Ljunggren och Henrik Wikström. Henrik Wikström och Ingela Forsman skrev texten. Låten placerade sig på 6:e plats i sin deltävling i Linköping den 23 februari 2008.
Singeln nådde som högst 36:e plats på den svenska singellistan.
Melodin testades på Svensktoppen den 9 mars 2008, men misslyckades med att ta sig in på listan. Den fick en andra chans veckan därpå, men misslyckades återigen med att ta sig in på listan.
Kristian Luuk gjorde en egen version av låten inför Andra chansen samma år, tillägnad komikern Björn Gustafsson, då Björn inte medverkade i mellanakten. Det blev folkstorm och Kristian valde därför att spela in en kortare version av Jag saknar dig ibland. En musikvideo spelades även in.

## Listplaceringar
| Lista (2008) | Topplacering |
| ------------ | ------------ |
| Sverige      | 36           |